# Альгар
Альгар (ісп. Algar) — муніципалітет в Іспанії, у складі автономної спільноти Андалусія, у провінції Кадіс. Населення — 1538 осіб (2010).
Муніципалітет розташований на відстані близько 450 км на південний захід від Мадрида, 60 км на схід від Кадіса.

## Демографія
Динаміка населення (INE ):

## Галерея зображень

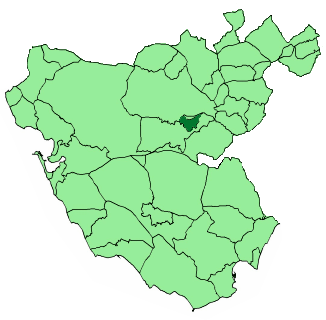
Розташування муніципалітету у провінції Кадіс
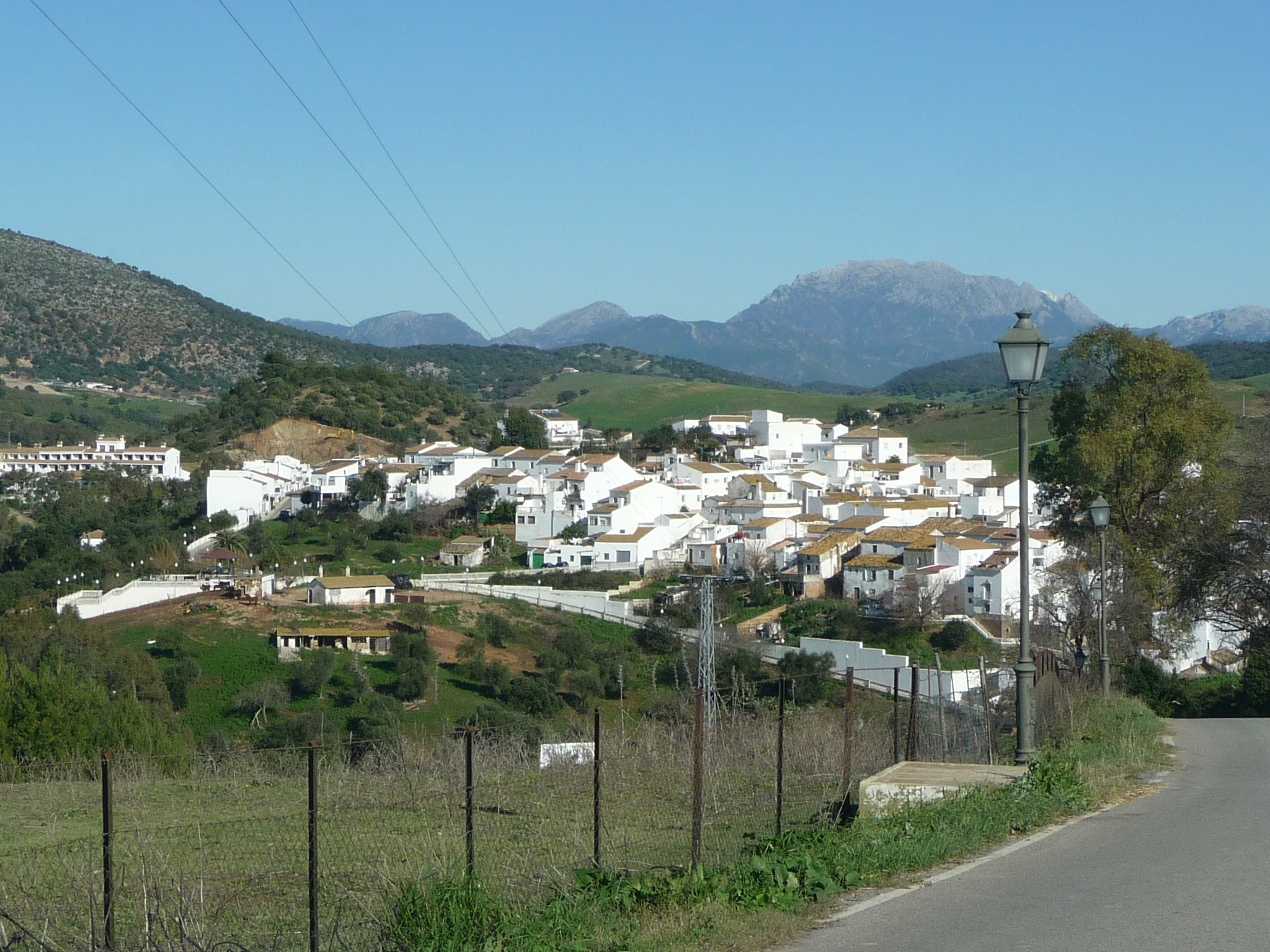
Альгар